# Papacito
Papacito, de son vrai nom Ugo Gil Jimenez, né le 14 janvier 1986 à Toulouse, est un militant d'extrême droite français dont l'activité militante se concentre principalement sur Internet.
Il se fait connaître à partir de 2012 après les attentats perpétrés par Mohammed Merah dans sa ville natale par la création d'un blog où il vilipende les idées progressistes et la gauche en général, qu'il accuse d'être à l'origine des maux de la société française, et fait l'éloge de plusieurs dictateurs dans des discours virilistes.
Influençant de nouveaux vidéastes de la fachosphère apparaissant au cours des années 2010, il se rapproche de l'un d'eux, le Raptor dissident, et fonde avec lui le groupuscule Vengeance patriote avant d'en quitter conjointement la direction au bout de quelques mois. Il se rapproche également de figures politiques de l'extrême droite, dont Julien Rochedy et Éric Zemmour, dont il soutient la candidature à l'élection présidentielle de 2022.
À partir de 2021, il fait l'objet de multiples plaintes pour menace et incitation à la haine envers l'électorat de gauche, des journalistes et des élus. Il est condamné à ce titre en 2024 pour avoir mis en scène le viol du maire de Montjoi Christian Eurgal.

## Biographie

### Jeunesse et formation
Ugo Gil Jimenez naît le 14 janvier 1986 à Toulouse et grandit à Plaisance-du-Touch. Ses parents, réfugiés politiques espagnols, sont enfants de militants opposés à Franco durant la guerre civile. Papacito, au contraire, affirme régulièrement son admiration pour le dictateur espagnol.
Il affirme que son grand-père maternel était anarcho-syndicaliste et son grand-père paternel communiste, avoir grandi dans une famille d'extrême gauche et avoir lui-même milité quelques années au Parti communiste français à Arcueil, avant de « prendre conscience du monde qui l'entoure et de mettre le nez dehors » au point de changer radicalement d'opinions politiques pour s'orienter vers le nationalisme, arguant du fait que « le communisme c'est pour les profs ». Il affirme avoir étudié la sociologie et il déclare que les facultés en France sont « le creuset de la gauche ».

### Influence et entourage
Papacito est influencé par des personnages masculins qu'il glorifie, notamment les dictateurs Saddam Hussein, Francisco Franco, Rodrigo Duterte et Vladimir Poutine,.
Il est proche du Raptor dissident, autre vidéaste issu de l'extrême droite sur Internet avec qui il crée, en 2018, le hashtag « MonteUneEquipe », très vite rebaptisé Vengeance patriote, dans le but de regrouper des nationalistes de toute la France et de lutter contre « le déclin de l'Occident. » Il s'agit d'un groupuscule d'extrême droite soupçonné de projets d'actions violentes qui compte quatre cents membres s'entraînant au combat à mains nues et au maniement des armes blanches en prévision d'un effondrement de la société,,. Néanmoins, les deux influenceurs abandonnent le projet en 2019, qui sera alors repris par Lucas Sztandarowski.
Il est également proche de Zineb El Rhazoui, Thaïs d'Escufon, ancienne porte-parole de l'organisation dissoute Génération identitaire, et de Julien Rochedy, avec qui il tente de réaliser un film en 2022,.

### Activité de créateur de contenu
En 2012, après les attentats de Toulouse par le djihadiste Mohammed Merah, il crée un blog intitulé FDP de la mode sous le pseudonyme Papacito qui influence notamment le Raptor dissident. Il consiste en une critique virulente, opposée au politiquement correct, de la société française qu'il considère victime de laxisme judiciaire, de féminisation, de marxisme culturel et de bien-pensance. Il y fait régulièrement l'apologie de la virilité, y dresse le portrait de personnages censés représenter l'homme vrai, viril, tels Saddam Hussein, Jean Lassalle, Francisco Franco, Rodrigo Duterte et Vladimir Poutine et y fait, selon Libération, l'apologie de régimes dictatoriaux,.
En 2014, il s'associe au dessinateur Marsault pour créer une bande-dessinée intitulée FDP de la mode, publiée en 2018. La même année, Papacito apparait dans une émission du Raptor dissident, qu'il co-anime par la suite. L'émission s'arrête en mai 2018, remplacée par Crash Test où Papacito apparaît de manière sporadique, qui n'obtient pas le succès escompté[réf. souhaitée].
Parallèlement, il publie chez les éditions Ring le livre satirique Carnets de guerre.
Il est propriétaire d'une chaîne YouTube qui compte plus de 194 000 abonnés[source secondaire souhaitée], clôturée par la compagnie en juin 2023 après plusieurs avertissements et la publication d'une vidéo ayant entraîné une campagne de harcèlement.
En mars 2023, il lance le podcast Burger Ring, qui fait partie des podcasts les plus populaires sur la plateforme de streaming Spotify en France. Ce basculement vers le format podcast s'effectue en raison des mesures prises par YouTube contre les contenus extrémistes,.

## Positionnement et idéologie politiques
Papacito affirme régulièrement admirer Francisco Franco et soutient la pertinence d'un coup d’État. Son positionnement est qualifié de monarchiste, masculiniste, viriliste, homophobe et raciste. Il se qualifie lui même dans une de ses vidéos controversées de « très fasciste ».
L'Obs partage le constat de Romain Fargier, doctorant en sciences politiques, qui le décrit comme « un royaliste dans l’âme, profondément antirépublicain et fasciné par le Moyen Âge ». La multiplication de ses provocations serait en réalité au service d'une idéologie nationaliste, xénophobe et viriliste, à celui qui « semble également obsédé » par l'immigration et l'islam. Il fait partie, selon France Info et Paul Conge, des nostalgiques de « la virilité perdue de l’homme post-moderne » et de « ceux qui haïssent […] leur mode de vie de tantouzes et qui redoutent une immigration de masse ».
Dans The Conversation Tristan Boursier, docteur en sciences politiques écrit qu'il se présente comme « un passeur d’idées qui cherche à populariser des idéologies d’extrême droite » et que, cependant, sa pensée n'est pas toujours cohérente. Cet avis est partagé par un rapport du parquet général de la cour d'appel de Paris consulté par Mediapart, qui qualifie Papacito d'« apprenti comédien devenu influenceur politique » qui promeut « une idéologie raciste, homophobe et masculiniste ponctuée de grossièretés ». Les magistrats déplorent que son discours s’avère « redoutablement efficace auprès des jeunes générations » et s'inquiètent de son influence sur « des militants qui baignent dans un terreau idéologique violent » et seraient susceptibles de commettre des actes terroristes.
Il soutient la candidature d'Éric Zemmour puis de Marine Le Pen lors de l'élection présidentielle de 2022,. Lors d'une émission sur CNews en 2021, le candidat Reconquête avait déclaré être l'ami de Papacito, avant de le qualifier de « garçon sympathique et intelligent ». À la suite de la défaite d'Éric Zemmour au premier tour, il rejette l'utilité des élections et appelle sa communauté à quitter les villes « nids à criminalité » et aller vivre en autarcie à la campagne tout en leur conseillant de s'équiper pour se défendre ; selon Le Monde, cet appel est représentatif d'une « radicalisation des influenceurs d’extrême droite ».

### Conspirationnisme
Selon Conspiracy Watch, il fait partie de ceux qui instrumentalisent, de manière complotiste, la notion d'État profond, il adhère à la théorie complotiste du « grand remplacement » et celle d'un « effondrement ».
Selon Papacito, le concept de république, pour lequel il développe dans de nombreuses vidéos son aversion, serait un complot franc-maçon.

## Affaires judicaires

### Incitation à la haine contre l'électorat de gauche
En 2021, Papacito publie une vidéo intitulée Le gauchiste est-il pare-balles ? avec un autre vidéaste spécialiste des armes à feu, dans laquelle les deux hommes se déguisent en soldats avec du materiel de surplus militaire et tirent à la carabine de chasse sur un mannequin représentant un électeur de gauche et explique comment se procurer des armes pour tirer sur les « gauchistes » afin de vérifier si « le gauchisme est pare-balles », avant de le poignarder à de multiples reprises,,,,.
Il reconnaît le caractère « extrêmement provoquant » de sa vidéo mais invoque la satire. La vidéo est par ailleurs décrite comme « purement expérimentale » : Papacito prétend avoir voulu faire de l'humour et nie avoir appelé au meurtre, mais au contraire avoir voulu « aider » et appeler les électeurs de gauche à « se protéger du terrorisme » via cette démonstration. Mediapart remet en cause cette affirmation, en déclarant qu'il utilise l'ironie et des mots codés afin de masquer son agressivité envers les militants d'extrême gauche. Selon L'Obs, cette vidéo aurait largement contribué à accroître la visibilité du vidéaste.
S'agissant des électeurs du Parti communiste français et de La France insoumise, Fabien Roussel et Jean-Luc Mélenchon saisissent le procureur de la République puis portent plainte pour incitation à la haine en dénonçant un appel au meurtre. Ainsi, une enquête est ouverte à l'encontre de Papacito pour « provocation au meurtre »,, qui est classée sans suite à la fin de l'année 2021. Une nouvelle plainte avec constitution de partie civile est déposée en septembre 2022 au nom de Jean-Luc Mélenchon et de La France insoumise,.

### Menaces d'atteinte à l'intégrité physique de journalistes
En janvier 2021, sur le site d'extrême droite Boulevard Voltaire, il déclare que « typiquement il y a des gens, chez Télérama, chez Libération, chez Mediapart, qui devraient commencer à renifler que cette radicalité de droite finira par les rattraper. On ne collabore pas impunément, on le sait ». Il affirme par ailleurs que France Inter « insulte les Français et insulte Jésus avec l'argent des Français » et ajoute « là j'ai envie de faire un truc, c'est acheter un cheval et aller lui mettre des coups d'épée dans l'occipital », ce qui, pour Mediapart, évoque les décapitations lors des croisades.
En 2021 puis en 2022, Papacito menace publiquement le journaliste spécialiste de l'extrême droite Pierre Plottu, co-auteur d'articles à son sujet, de venir se rendre à son domicile, ce qui déclenche une vague de cyberharcèlement et menaces par certains membres de sa communauté envers le journaliste,,. En juin 2022, le journaliste Pierre Plottu dépose une plainte, sur les conseils et avec l'appui de la rédaction de Libération,.
Début 2024, un journaliste de La Dépêche ayant couvert le conflit de voisinage de Montjoi est la cible d'une campagne de cyberharcèlement menée par Papacito,.

### Mise en scène du viol d'un élu
En septembre 2022, Papacito met en ligne une première vidéo d'accusation de corruption à l'encontre de l'artiste peintre Christian Eurgal, maire de la commune de Montjoi en Tarn-et-Garonne. Cette vidéo, réalisée avec l'ancien collaborateur de Valeurs actuelles et de Livre noir George Matharan, est diffusée sur sa chaîne YouTube, puis est rapidement retirée par l'hébergeur. Le conflit auquel prend part Papacito date de 2017 et concerne le droit de passage d'un chemin communal. Il oppose d'un côté un jeune éleveur de porcs laineux et de l'autre, un propriétaire anglais et Christian Eurgal : afin qu'il n'y ait pas de passages dans la propriété, le chemin communal a été détourné en 1999. En 2017, l'éleveur souhaitant construire un bâtiment et considérant le nouveau chemin comme impraticable et dangereux, exige de pouvoir passer ses camions sur l'ancien qui n'a jamais été déclassé. Il s'ensuit de nombreux procès entre les deux parties, l'éleveur et le maire s'accusant notamment de menaces réciproques. Dans sa vidéo, Papacito prend fait et cause pour l'éleveur, figure du petit paysan du terroir, face au riche propriétaire étranger qui aurait, selon ses accusations, corrompu le maire,.
En mai 2023, Papacito diffuse une nouvelle vidéo, où l'élu est qualifié de « fouine ». On y voit un homme déguisé en fouine pris en chasse par des hommes armés, suivi d'une mise en scène du viol de l'animal laissé inanimé. Entre ces scènes, la vidéo montre également Papacito et son ami, dans la mairie, prenant à parti l'édile réfugié dans son bureau. La publication de cette vidéo déclenche une campagne de cyberharcèlement à l'encontre du maire qui débouche sur des menaces de morts, appels à la violence et au viol, ainsi que des intimidations sur place : le drapeau de la mairie est volé par des militants d'extrême droite et la commune subit des dégradations.
Début juin 2023, le maire est placé sous protection policière et le procureur de la République saisit conjointement l'Office central de lutte contre les crimes contre l'humanité et les crimes de haine. La participation de deux journalistes de Valeurs actuelles - Baudouin Wisselmann, chef du service vidéo et Wilfried Mortier, vidéo-journaliste - à cette vidéo avec Papacito crée, selon Libération, une crise au sein de la rédaction de Valeurs actuelles,,,. Cette vidéo et le harcèlement qu'elle déclenche entraînent la clôture de sa chaîne YouTube, qui avait déjà reçu plusieurs avertissements,. Papacito est finalement mis en examen le 12 décembre 2023,,,, pour « provocation non suivie d’effet à une atteinte volontaire à la vie », « provocation à la haine à raison de l’origine » et « injures publiques en raison de l’orientation sexuelle »,.
Le 28 février 2024, le parquet de Paris requiert à son encontre six mois de prison avec sursis et 3000 euros d'amende,,. Papacito est finalement condamné le 26 avril 2024 d'une amende de 5000 euros pour « injures publiques en raison de l’orientation sexuelle supposée » et « provocation non suivie d’effet à une atteinte volontaire à la vie »,,,.

## Publications

### Bande dessinée
- FDP de la mode I - Enculés va!, autoédition, 2014. (dessin de Marsault; réédition 2018)[2],[58],[59],[60]
- FDP de la mode II - L'ultime croisade, Éditions Ring, 2019[2] (dessin de Marsault).
- Expérience de mort imminente, Éditions Magnus, 2023[61] ; (dessin de Marsault)
- Dino Brutal Age, Éditions Magnus, 2024 (dessin de Marsault) 106 p.  (ISBN 978-2384220625)

### Ouvrages
- Carnets de guerre, Éditions Ring, 2018
- Crépuscule des titans, Éditions Ring, 2019
- Expédition punitive, Éditions Ring, 2020. Une apologie du monde militaire[2],[58].
- Siècle furieux, Éditions Magnus, 2022[62].

### Revue
En janvier 2022, Papacito, Laurent Obertone et Marsault lancent la revue La Furia (en) qui paraît tous les trimestres,.

## Filmographie
En 2013, Ugo Gil Jimenez est acteur dans un film d'action : La justice des gros flingues, long métrage autoproduit par Sylvain Bouilleau,.